# Les Chavannes-en-Maurienne
Les Chavannes-en-Maurienne är en kommun i departementet Savoie i regionen Auvergne-Rhône-Alpes i sydöstra Frankrike. Kommunen ligger i kantonen La Chambre som tillhör arrondissementet Saint-Jean-de-Maurienne. År 2022 hade Les Chavannes-en-Maurienne 216 invånare.

## Befolkningsutveckling
Antalet invånare i kommunen Les Chavannes-en-Maurienne
| Referens: INSEE |